# 그래미상 올해의 앨범상
그래미상 올해의 앨범상(Grammy Award for Album of the Year)은 미국의 전미 레코딩 예술 과학 아카데미(National Academy of Recording Arts and Sciences)가 “음반 산업에서의 예술적 성취, 기술적 완성도, 그리고 전반적인 우수성을 기리기 위해, 음반 판매량, 차트 순위, 비평적 평가는 고려하지 않고” 수여하는 상이다. 흔히 “더 빅 어워드(The Big Award)”로 불리는 올해의 앨범상은 그래미 어워드에서 가장 권위 있는 부문으로, 최우수 신인상, 올해의 레코드상, 올해의 노래상과 함께 1959년 제1회 그래미 어워드부터 매년 시상되어 온 일반 분야(General Field) 부문 중 하나이다.